# Metodologías Humanísticas en la Era Digital
Metodologías Humanísticas en la Era Digital es un término, o proposición categórica, elaborado y usado en el ámbito de las Ciencias humanas. Desempeña funciones tanto epistemológicas como de organización académica y es parcialmente relacionable con el campo de las Humanidades digitales, área múltiple de investigación instrumental, y las ideas de Globalización. 

## Concepto
Se trata de un concepto proposicional creado en 2009 (y difundido sobre todo desde 2010) bajo la dirección del prof. Aullón de Haro, por el Grupo de Investigación Humanismo-Europa. En 2017 fue reelaborado en el Instituto Juan Andrés de Comparatística y Globalización, bajo la misma dirección, para Biblioteca Humanismoeuropa. Su función, tanto teorética como académica, es instrumental en el marco de una epistemología de las Ciencias humanas. Su cometido inicial es contribuir, desde una vertiente práctica, a la formación estable de una epistemología de las Ciencias humanas paralela o correspondiente de la epistemología de las Ciencias físico-naturales, así como la configuración y denominación de programas académicos especiales para tiempos de digitalización y globalización.
Surge enraizado en la extensa Teoría del Humanismo, publicada en la referida fecha de 2010, y por ello es relativo al aspecto metodológico y en general a las posibilidades operativas de una idea de humanismo universal. 
En la práctica de la investigación corresponde sobre todo, en realidad desde finales del siglo XX, a los modernos estudios de reconstrucción de la Ilustración española o hispánica, que durante más de un siglo estuvo relegada o semiabandonada (es decir la obra de Juan Andrés, Lorenzo Hervás, Antonio Eximeno, José Celestino Mutis, Juan Ignacio Molina, Francisco Javier Clavijero y en general de los autores de la Escuela Universalista Española del siglo XVIII).

## Historia
En 2010 sirvió de denominación para un Máster universitario de investigación, Asimismo designó un subsiguiente Programa de Doctorado con ese mismo título, en la Universidad de Alicante. 
A partir de 2017, desaparecidos esos planes de estudios, interviene en dos órganos asociados y, por otra parte, da nombre a la publicación de dos series:
(a) programa académico de investigación que culmina en la titulación Postdoctorado Internacional en "Ciencias Humanas - Comparatística - Globalización", programa desarrollado por el Instituto Juan Andrés de Comparatística y Globalización en colaboración con la Biblioteca AECID,
(b) contribuye ideadora y metodológicamente a la Biblioteca digital Humanismo-Europa
(c) colección seriada publicada por las Ediciones del referido Instituto Juan Andrés.
(d) serie de artículos metodológicos iniciada en su vol. 10 (2023) por Recensión. Revista Internacional de Ciencias Humanas y Crítica de Libros.